# Condylorrhiza oculatalis
Condylorrhiza oculatalis là một loài bướm đêm trong họ Crambidae.